# Рёймарк, Мартин
Мартин Рёймарк (норв. Martin Røymark; род. 10 ноября 1986, Осло) — норвежский хоккеист шведского клуба «Ферьестад» и сборной Норвегии, играющий на позиции крайнего нападающего, участник двух зимних Олимпийских игр.

## Карьера

### Клубная карьера
Свою карьеру хоккеиста Рёймарк начал в команде «Манглеруд Стар», игравшей в норвежской элитной серии. В её составе Мартин отыграл три сезона. По окончании сезона 2004/2005 Рёймарк перешёл в состав «Спарты Уорриорз», но и здесь особых успехов он не достиг. Ближе к концу сезона 2008/2009 Бастиансен отправился в Швецию в клуб Элитной серии «Фрёлунда». Здесь он отыграл всего два сезона, после чего перешёл в состав другой шведской команды «Тимро», откуда в 2012 году перешёл в «Ферьестад». С клубом из Карлстада Мартину удалось завоевать первые награды, став вторым в сезоне 2013/2014.

### Международная карьера
В составе молодёжной сборной Норвегии Рёймарк принял участие в двух чемпионатах мира. Свои выступления за основную сборную Мартин начал в 2008 году. За сборную Рёймарк выступал на 8-ми чемпионатах мира элитной группы. Дважды Рёймарк принимал участие в зимних Олимпийских играх, отыграв в общей сложности 8 матчей, в которых не набрал ни одного результативного балла при показателе полезности −12.

## Статистика
| Легенда | Легенда                    | Легенда | Легенда                   | Легенда | Легенда    |
| ------- | -------------------------- | ------- | ------------------------- | ------- | ---------- |
| И       | Количество проведённых игр | Штр     | Штрафное время            | +/−     | Плюс-минус |
| Г       | Голы                       | П       | Голевые передачи          | О       | Очки       |
| -       | Статистика неизвестна      | —       | Статистика не учитывалась |         |            |

### Клубная карьера
- a В «Плей-офф» учитывается статистика игрока в Квалификационном турнире Элитной серии.

## Достижения

### Командные
Норвегия (юн.)
- Победитель первого дивизиона чемпионата мира среди юниорских команд: 2003

 Норвегия (мол.)
- Победитель первого дивизиона чемпионата мира среди молодёжных команд: 2005

 Ферьестад
- Серебряный призёр чемпионата Швеции: 2013/14